# Sertularella craticula
Sertularella craticula is een hydroïdpoliep uit de familie Sertulariidae. De poliep komt uit het geslacht Sertularella. Sertularella craticula werd in 1960 voor het eerst wetenschappelijk beschreven door Naumov. 